# Wakefieldita-(Y)
La wakefieldita-(Y) és un mineral de la classe dels fosfats, que pertany al grup de la xenotima. Rep el seu nom per la ciutat de Wakefield, situada a prop de la localitat tipus, la pegmatita Evans-Lou.

## Característiques
La wakefieldita-(Y) és un fosfat de fórmula química Y(VO₄). Va ser aprovada com a espècie vàlida per l'Associació Mineralògica Internacional l'any 1969. Cristal·litza en el sistema tetragonal. La seva duresa a l'escala de Mohs és 5. És l'anàleg amb itri de la wakefieldita-(Ce), la wakefieldita-(La) i la wakefieldita-(Nd).
Segons la classificació de Nickel-Strunz, la wakefieldita-(Y) pertany a «08.A - Fosfats, etc. sense anions addicionals, sense H₂O, només amb cations de mida gran» juntament amb els següents minerals: nahpoïta, monetita, weilita, švenekita, archerita, bifosfamita, fosfamita, buchwaldita, schultenita, chernovita-(Y), dreyerita, wakefieldita-(Ce), xenotima-(Y), pretulita, xenotima-(Yb), wakefieldita-(La), wakefieldita-(Nd), pucherita, ximengita, gasparita-(Ce), monacita-(Ce), monacita-(La), monacita-(Nd), rooseveltita, cheralita, monacita-(Sm), tetrarooseveltita, chursinita i clinobisvanita.

## Formació i jaciments
Va ser descoberta a la mina Evans-Lou, al llac Saint-Pierre, a Les Collines-de-l'Outaouais RCM, Outaouais (Quebec, Canadà). També ha estat descrita a la mina Montaldo, a Borgata Oberti (Piemont, Itàlia), i a tres indrets dels Estats Units: als monts White Tank (Comtat de Maricopa, Arizona), a la prospecció d'urani del riu Huron (Comtat de Baraga, Michigan), i al canó Paramount (Comtat de Sierra, Nou Mèxic).